# Meduza irukandji
Meduze irukandji so majhni in izjemno strupeni ožigalkarji, ki prebivajo v obalnih vodah na severu Avstralije. Trenutno sta znani samo dve vrsti, in sicer Carukia barnesi in Malo kingi. Njihov toksin povzroča simptome, ki jih kolektivno imenujemo sindrom irukandji.

## Zgodovina
Sindrom irukandji je prvi dokumentiral Hugo Flecker  leta 1952 in ga poimenoval po ljudstvu Irukandji (ali Yirrganydji), avstralskih domorodcih, ki poseljujejo obalno območje severno od mesta Cairns (Queensland).  Dr. Jack Barnes je leta 1964 z meduzo ožgal sebe, svojega sina in reševalca in tako dokazal, da je Carukia barnesi odgovorna za sindrom irukandji.

## Splošne značilnosti
Meduze irukandji so zelo majhne. Iz telesa s premerom 1 cm izhajajo štiri lovke. Dolžina lovk je različna in lahko znaša od nekaj centimetrov do 35 cm. Ožigalne celice (nematociste) so združene v manjše skupke, ki so podobni obročem z majhnimi rdečimi pikami, razporejeni pa so po spodnjem robu telesa in po lovkah.
Običajno se gibljejo blizu obale v toplejših vodah, vendar so mlade osebke opazili tudi v pasu morja, ki je oddaljen od obale 5 km.
O samem življenjskem ciklu in toksinu je le malo znanega, delno zaradi majhnosti in krhkega telesa, ki zahteva posebno ravnanje in prostor za shranjevanje. Znanstveniki domnevajo, da močni toksin služi za hitro ubijanje plena, večinoma majhnih in hitrih rib. S statističnega vidika bi lahko povzročale sindrom irukandji tudi druge vrste ožigalkarjev, vendar je slednje do danes dokazano le za vrsti Carukia barnesi in Malo kingi.

## Strupenost in zdravljenje
Simptome povzročajo zelo majhne količine toksina, ki med drugim vsebuje tudi modulator natrijevih kanalčkov. Pojavijo se po določeni latentni dobi (potreben čas za pojav simptomov po ožigu), ki znaša od 5-120 minut, povprečno pa 30 minut. Sindrom vključuje bolečine na različnih delih telesa, navadno v mišicah rok in nog (v obliki bolečih krčev), v hrbtu in ledvenem predelu, glavobol, slabost, nemir, potenje, pekoč občutek na koži in obrazu, bruhanje, tahikardijo (zvišan srčni utrip) in hipertenzijo (zvišan krvni tlak) ter psihične pojave (npr. občutek prihajajoče smrti). Sindrom deloma povzroča preveliko izločanje kateholaminov.
Simptomi lahko trajajo od nekaj ur do več dni, žrtve pa navadno potrebujejo sprejem v bolnišnico. Tako kot pri ožigu morske ose je za inhibicijo neaktiviranih nematocist učinkovit kis (ocetna kislina), ki pa ne vpliva na sam toksin. Zdravljenje je simptomatsko, pri čemer uporabljajo antihistaminike in antihipertenzivike za nadzor alergične reakcije in hipertenzije, za blaženje bolečin pa se intravenozno daje analgetike, natančneje opiate, kot sta morfij in fentanil. Za blaženje bolečin in hipertenzije so uporabljali tudi magnezijev sulfat (MgSO4), čeprav pri nekaterih bolnikih ni imel učinka.